# STS-100
STS-100 byla mise amerického raketoplánu Endeavour k Mezinárodní vesmírné stanici. Cílem letu byla doprava robotického ramene Canadarm2 ke stanici ISS. Uskutečnily se dva výstupy do otevřeného vesmíru.

## Posádka
- Kent V. Rominger (5) – velitel
- Jeffrey S. Ashby (2) – pilot
- Chris Hadfield (2) – specialista mise
- Scott E. Parazynski (4) – specialista mise
- John L. Phillips (1) – specialista mise
- Umberto Guidoni (2) – specialista mise
- Jurij Lončakov (1) – specialista mise

V závorkách je uvedený dosavadní počet letů do vesmíru včetně této mise.

## Výstupy do vesmíru (EVA)
- EVA 1: 22. dubna 2001 – 7 hodin, 10 minut (Hadfield, Parazynski)
- EVA 2: 24. dubna 2001 – 7 hodin, 40 minut (Hadfield, Parazynski)